# 최명영
최명영(崔明永, 1941년 9월 23일~)은 대한민국의 미술가로 단색화가이다.

## 생애

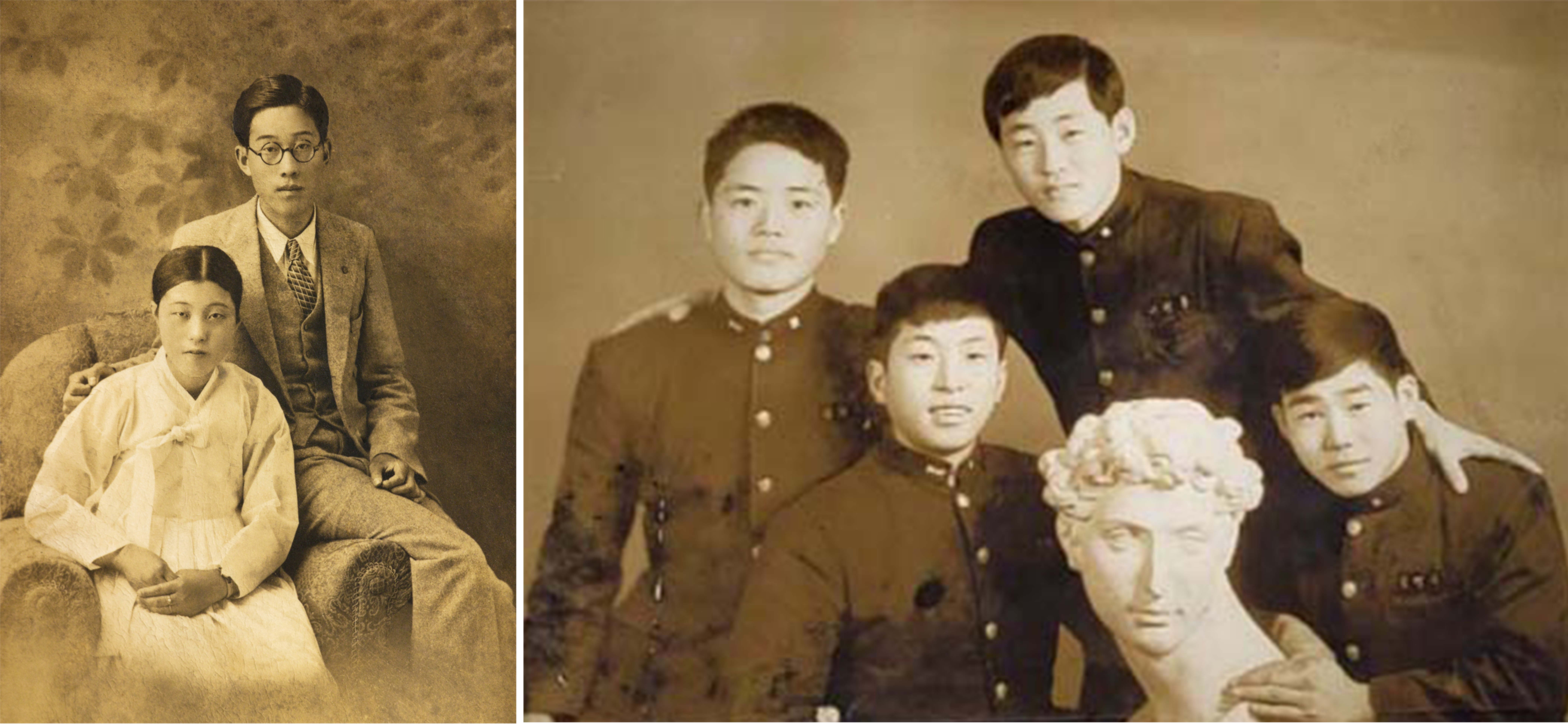
(왼쪽)1935년 아버지 최종철(崔鐘喆) 어머니 전병숙(全秉淑) 약혼사진. (오른쪽)1959년 국립인천사범학교 미술반 친구들과 기념촬영. 정상화 선생 제자들로 후에 미술대학에 진학하여 각기 한국현대미술의 주요 할동을 하게 된다. 뒷줄좌측부터 김창희(조각가,서울시립대교수역임), 이반(화가,덕성여대교수역임), 앞줄왼쪽 최명영, 김영배(화가,충남대교수역임).(사진제공=최명영)

1941년 9월 23일 황해도 해주시 북욱동 397에서 아버지 최종철(崔鐘喆,1917-2006) 어머니 전병숙(全秉淑,1916-2001) 사이에 7남 2녀 중 3남으로 출생했다. 부유한 가정에서 경제적으로 부족함 없이 자랐다. 1950년 6월25일 한국전쟁 발발(勃發)로 월남하여 군산, 용인, 인천 등지에서 유소년 시절을 보냈다.
1957년 국립인천사범학교에 입학했는데 그곳서 한국단색화 거장 정상화 선생의 미술지도를 받게 된다. 인천사범학교 졸업 후 1960년, 홍익대학교 미술대학 회화과에 입학하여 4,19학생의거를 맞았다. 홍익대 재학 시 한묵(韓默,1914~2016), 이봉상(李鳳商,1916~1970), 이규상(李揆祥,1918~1967), 김환기(金煥基,1913~1974)교수의 실기수업과 이경성(李慶成,1919~2009,서양미술사), 최순우(崔淳雨,1916~1984,한국미술사), 조요한(趙要翰,1926~2002,미학), 이기영(李箕永,1922~1996,불교철학)교수의 이론 강의를 수강했다. 특히 이규상, 김환기 교수의 향후 예술가로서의 자세에 대한 지도를 ‘최명영 예술지향의 중요지표’로 삼게 되었다.
교육자로서 최명영은 홍익대학교 미술대학 교수(1975~2007), 영국 울버햄튼대학 교환교수(1990~1991), 홍익대학교 미술대학원장(1988~2000)으로 후진양성에 매진했다. 현재 홍익대학교 미술대학 명예교수이다. 대학재학시절인 1963년 동기생들과 기하학경향의 오리진(ORIGIN) 동인회 창립전을 개최하고 1970~73년 한국아방가르드(A.G)협회에서 실험적인 입체작품을 선보였다. 최명영은 1967년 10월에 평생의 반려자 이수자(李樹子,1943~)와 결혼했고 슬하에 장남 지만(智輓), 차남 지호(智豪), 1녀 지연(智涓)을 두었다.

‘제5회 오리진’전(展), 신세계화랑 1971년. ‘변질71-F’ 작품 앞에 선 최명영.(사진제공=최명영)

## 청년기
최명영 회화관 형성계기는 대학2년 시절 회화의 대상 묘사가 갖는 2차원 회화의 리얼리티에 대한 회의(懷疑)로부터 비롯되었다. ‘회화의 평면성구현’이라는 물음아래 1963~1974년 간, ‘悟(오)’, ‘變質(변질)’, ‘等式(등식)’ 등의 작품을 발표했다. 재학당시 이규상 교수의 평면에 대한 작가의지의 중요성, 김환기 교수의 작업에 임하는 지속적인 수행 자세에 대한 교훈적 지적 그리고 최명영 작가자신의 인성특성상 사상의 근본을 많이 생각하는 성향이 회화의 본질에 보다 관심을 갖게 된 배경이다.
이러한 계기는 1963년 오리진(Origin) 창립전(展) 출품작인 기하학경향의 ‘오(悟,Satori)’에서 평면화의지로 드러난다. 이후 파리비엔날레(프랑스,1967), 현대작가초대전(조선일보사, 1968~69), 쌍파울로 비엔날(브라질,1969) 등에서 ‘悟’시리즈는 진화하게 된다. 이후 ‘1970~72년(중앙공보관 화랑, 국립현대미술관 서울)’ A.G전(한국아방가르드협회전)을 통한 확장과 환원 논리수용의 ‘변질’, ‘등식’연작을 발표한다. ‘변질(變質)’은 색 면을 사포로 반복적으로 갈아 물질이 평면 속에 소멸되는 작업이다. 등식(等式)은 질료를 지문(指紋,fingerprint)으로 평면위에 반복적으로 문질러 물질의 정신화를 의도하는 지문 작업이다. 이러한 1970년대 초 최명영 작업은 1975년대부터 현재까지 지속되고 있는 단색화(Dansaekhwa) 명제 ‘평면조건(Conditional Planes,平面條件)’시리즈의 발판이 되는 소지(素地)와 질료(質料)에 대한 탐구의 치열한 모색시기였다.

(위)등식 76-42, 80×100㎝ Oil on canvas, 1976 (아래)평면조건8021, 70×115㎝.(사진=이만홍)

## 지문 및 로울러 시기
최명영은 1976년 서울화랑에서 첫 개인전을 열었다. 1970년 중반이후부터 ‘평면조건(Conditional Planes,平面條件)’이라는 작품제목이 등장한다. 이 시기에 평면으로서의 존재방식을 규명하고자 하는 두 가지 조형특성을 드러내 보인다. 지문에 의한 반복 작업=물성의 정신화와 내면공간확장을 선보인 ‘지문’작업이 그것이다. “최명영은 두 가지 유형의 작업을 계속하고 있다. 그 하나는 화폭 위에 단일색(單一色)으로 칠해진 규칙적인 여러 층의 색대(色帶)를 손가락 바닥으로 불규칙하게 뭉개는 작업이요, 그 또 하나는 무지(無地)의 캔버스에다 역시 손가락 바닥으로 널찍한 지인(指印)을 균등하게 찍어 뭉개는 작업으로 그 결과 그 지인이 캔버스의 실체(實体) 자체가 된다는 작업이다. 그러나 언뜻 보기에는 서로 상반되는 것 같은 이 과정은 필경 동일한 뿌리-대비(對比)개념이라고 하는 뿌리를 가지고 있다.”
로울러(Roller)작업=반죽상태의 생경한 오일 칼라는 로울러로 평면위에 가급적 균질하게 반복도포하면서 화폭의 세계 밖으로 밀어낸다. 평면위에 질료를 수십 회 로울러로 반복 도포하여 층위(層位)를 구축하는 평면공간의 확장성을 드러내는데 신체행동 반경 내(內) 규격으로 고수했다. 이점은 평면적 비평면화(非平面化)라는 최명영의 회화적 가정(假定)을 확인하기 위한 이른바 귀납적인 접근을 시도하고 있는 것이다.
이 시기 작업특징은 다음과 같다. 균질한 표면의 평면성, 일루전(illusion)배제로 중심의 부재, 행위로서 스트로크(stroke)의 반복성, 질료의 접촉감인 집적(集積), 성격을 들어내지 않는 중성적 색채로서 단색조, 층위에 의한 내면공간화(레이어) 등이다. “사각형이 실내공간이라면 확장성을 지닌 ‘에지’는 그 주변으로 뻗어 나가며 아우르는 세계가 된다. 그것은 자신의 세계를 넘어 타자와 소통하고 공감하는 세계를 암시한다. 이것은 그가 유물론적 예술관보다는 세상, 나아가 우주와 공명하는 인식을 하고 있음을 암시해준다.”

(위)평면조건8016, 77×53.5㎝ Silk screen ink on section paper,1980 (아래)평면조건8036, 55×90㎝ Oriental Ink on Korean Hanji, 1980.(사진=이만홍)

## 송곳·방안지와 한지작업시기
1980년대 초반 최명영 ‘평면조건’은 한지와 질료의 침투, 촉각적 접촉감으로 구현되는 생성감의 ‘송곳작업’이 더해진다. 주어진 소재(매체)들에 접촉(반응)하는 양자(兩者)는 상호 침투, 용해되어 텅 빈 공간 속에 존재성을 드러내게 함으로써 절대조건으로서의 평면본질을 규명하려는 데 있다.

이와 함께 방안지(section paper)은 단위면적 위에 질료를 손가락으로 연속적으로 메꾸어 나아가는 몸을 드리는 반복 작업이다. 또 한지(韓紙)의 ‘평면조건’을 통한 회화의 시도를 선보인다. 먹물에 담근 한지위에 흰색 한지를 옆으로 길게 띠 모양으로 자른 것을 가로로 길게 붙여 가며 만들어져 있다. “흰색 물감을 대신해서 흰색 한지를 사용한 것이다. 띠 모양으로 잘라 붙이는 것은 정방형 분할의 변형이다. 물감을 대신해 한지를 사용하는 것으로 먹에 의한 검은색 면이 필요하게 된 것이다. 그것과 동시에 원래대로라면 '바탕'과 '이미지'의 관계를 없애버린, 그것을 하나로 하는 그 시도가 지속되는 것이다.”

평면조건8584, 140×80㎝ Oil on canvas, 1985.(사진=이만홍)

“여기서 ‘평면에의 의문’이란 그 자신의 작업 과정에서 볼 때 하나의 출발점에 불과하다. 그의 방법적인 핵심은 평면의 실체를 확인함과 동시에 그 실체를 현대미술(現代美術)이라는 새로운 개념 속에 노출시켜 그 가능성(可能性)을 모색해 보자는 데 있다. 다시 말하면 회화 이전의 문제가 회화로서, 또는 현대미술로서 공감(共感)을 줄 수 있을 것인가 하는 문제를 우리 앞에 제시(提示)하고 있다. 하나의 평면이 존재가치(存在價値)를 얻고, 마침내 회화(繪畵)의 장소(場所)로서 확인될 수 있다면 최명영의 작업은 일단락(一段落) 될 것이다.”

## 규칙·반복적 수직·수평 시기
1980년대 중·후반 ‘평면조건’은 수직·수평 반복 작업으로 집약된다. 씨줄(역사)과 날줄(현실)의 반복부침에 의한 생성, 소멸의 실존적 지평의도인 것이다. 이 시기 평면성은 중심의 부재, 비이미지, 반복성, 질료의 집적, 단색조 그리고 몸을 드리는 수행적 층위를 통한 내면 공간화(레이어)를 지향하고 있다.
“최명영 ‘평면조건’에서 최소 단위는 수직, 수평의 선과 면이다. 작가는 검은색 바탕 위에 수많은 흰색 붓질을 중첩시켜 바탕을 지워나가면서, 한편으로는 흰색을 쌓아 올리는 작업을 한다. 화면의 검은 선들은 백색 물감을 중첩하는 과정에서 남은 최소한의 여백이다. ‘평면조건’을 위한 또 하나의 최소단위는 색이다. 그가 주로 사용하는 흑색과 백색은 다른 색의 본질을 포용할 수 있는 중립적인 색이며 작가가 추구하는 평면성을 이루기 위한 가장 이상적인 색이라 할 수 있다.”
“내가 택하고 있는 중성적인 백색조는 적어도 나에게는 색채 자체가 스스로 자신에게로 수렴됨을 의미하는 것으로 색채는 그 성격적인 측면보다는 질료 자체의 추이에 더 의미를 두고 있다. 마치 수직, 수평으로 가득 찬 미로의 숲에서 끊임없는 수행을 반복하듯, 부단히 이어지는 소지와의 접촉, 노증(露證)되는 감정의 진폭에 따라 점진적으로 균질로 축적되어 부침하는 평면적 매스, 그 무표정하고 무미한 층위의 지평에서 나는 나의 일상, 정신구역을 통과한 하나의 세계로서의 평면구조와 마주하게 되고 그것은 화면의 물질적 시각적 틀을 넘어 그 현존을 누릴 것이다.”
“최명영에게 평면조건이란 다름 아닌 평면으로서의 구조화를 의미한다. 1980년대 작업에서는 화면을 고루 덮고 있는 의도적이고 규칙적이고 또 반복적인 네모꼴 틀에 의해 이룩했다.”

평면조건99-102, 182×228㎝ Acrylic on canvas, 1999.(사진=이만홍)

## 수행성의 수직·수평 시기
1990년대 중반이후부터 현재까지 수직·수평 작업은 1980년대 초 규칙적인 네모꼴 대신 불규칙적인 선조(線條)들이 마치 사라지다만 흔적처럼 끊겼다가 다시 이어지고 사라졌다 다시 드러나고 있다. “거기에는 이미 동일패턴의 반복은 없고, 화면에 드러나는 것은 오히려 무작위적으로 단절된 수직과 수평의 교차요 그 비(非)연속의 확산 같은 것이다. 따라서 화면 또한 균질적인 평면은 아니다. 실제로 최근작에로 올수록 최명영의 평면조건은 수직·수평 선조의 명멸(明滅)이 은밀해지면서 차츰 더 내재화(內在化)되어 가고 있다는 느낌이다. 수직·수평 선조들이 말하자면 유한과 무한의 공간조건을 이루고 있는 것이다.”
이와 함께 최명영 작업에 있어서 ‘호흡’은 매우 의미 있는 부분을 차지한다. “십자형 구도의 작업들을 가까이에서 보면 여러 겹의 물감 층 안에 선들이 간직해 있음을 느낀다. 그 하나하나가 수북이 쌓인 숲속의 나뭇잎 사이를 뚫고 나온 새싹처럼 반갑다. 그런데 그 주위로 시선을 옮기면 그것은 최명영 작가가 말한 ‘쉼 없는 호흡과 육신의 움직임들로 충일’한 것임을 확인하게 된다. 그것은 ‘그린다’고 보이기보다는 일종의 획(劃)처럼 인식된다.”
1990년대 중반 이후부터의 ‘평면조건’은 몸을 드리는 반복 작업의 수행성 다시 말해 ‘사경화(寫經畵)’로 인식되고 있다. “최명영의 수직·수평의 브러쉬 스트록이 만들어낸 모노크롬의 화면은 과정을 통해서 나타난 평면화된 지층이며 몸을 드리는 수행성이다. 추사체(秋史體)가 평면위에 다양한 의미를 지닌 시방의 세계라 한다면, 최명영의 작업을 반복과 수행 속에서 시방(十方)적 층위를 이루고 있는 비이미지의 회화이며 끝없는 질문으로서 철학적 행위이다. 그의 회화는 논리적인 현대미술의 과정임에도 불구하고 그의 회화적 방법은 원초적이고 본질적인 수행으로 이루어져 있다.”

작업실의 ‘평면조건’ ‘지문’작업 앞에서 포즈를 취한 최명영 화백.<사진=권동철,2022>

## 정신화의 지문 시기
최명영 ‘평면조건’은 2015년 이후 평면(素地)의 바탕을 드러내어 변화를 수반하고 있다. 이른바 지문(指紋)작업은 평면과 질료, 행위의 반복을 통한 화학적 융합(融合)을 통해 정신화의 공간을 구축하고 있다. 
“김: 최 선생의 화면을 이루는 근본적인 본성은 물질세계의 정신화군요. 말하자면 물성(物性)과 정신성을 하나의 등식관계로 놓는 장소로서 평면을 택하신 것 같은데요.
최: 그렇습니다. 하나의 계단과 같은 층 구조를 계속해서 반복해가는 규칙적인 작업이었어요. 신체를 가지고 있는 우리 인간이 반복해서 호흡하지 않으면 죽는 것과 같이 하나의 평면위에서 물질성과 정신성의 호흡관계가 펼쳐지는 것이죠. 저는 캔버스를 하나의 場(마당)이라고 생각했어요. 이 작업은 손이 닿으면 닿을수록 전혀 다른 세계로 옮아가는 것 같아서 전혀 지루함을 느끼지 못했었습니다. 어떤 때는 내가 거의 습관적으로 손을 놀리고 있는 것이 아닌가 하고 회의가 생길 정도예요.”
“최명영의 작업은 일반적인 문자의 체계와 달리 각각의 소리들로 나뉘지 않고 개념과 사물들이 한없이 겹쳐지면서 오히려 단순해지는 역설적 과정으로, 구체적인 발언 없이 오직 다양한 상황들을 어떻게 수용하고 담아내는가를 보여주고 있다. 단순하고, 짧고 느슨하게 연결되어 있을 뿐 조용히 매일같이 주문하듯, 어떤 두려움을 몰아낼 때까지 계속하고 있다. 그렇게 함으로써 우리에게 제공되는 것은 개념과 사물을 새롭게 생각하는 법, 모든 것에 의문을 제기하는 자유로운 그의 사유방식이다.”
“최명영 ‘평면조건’엔 동양적 사유와 절제미로 내재된 격물치지(格物致知) 그 숭엄한 비문(碑文)의 정신이 배어나온다. 시·공을 초월해 이어오는 가장 한국적인 아이덴티티(Identity) 그  DNA가 오버랩 되고 있는 것이다. 즉, 디지털미디어시대 ‘지문’이라는 인간의 신체성(physicality)을 통한 응축과 융합의 ‘평면조건’이 추사의 ‘일횡(一橫)’과 깊게 조우하는 내력이 되는 지점이다.”

1963년 오리진 창립전(展)을 개최했다. (뒷줄 왼쪽부터)김수익, 신기옥, 최창홍, 권영우, 김택화 (앞줄 왼쪽부터)최명영, 서승원, 이승조, 이상락.(사진제공=최명영)

## 미술운동
최명영은 오리진회화협회(Origin Painting Association,1962-2006), 한국아방가르드협회(1969~1975), 에꼴 드 서울(Ecole de Seoul,1975~1999) 등의 미술단체 운동과 함께 70년대 중반 한국단색화 형성에 참여, 한국현대미술전개에 동참하였다.
1960년 4.19혁명 이후 타성에 젖은 제도와 권위의 부조화에 따른 억압을 극복하고자 하는 열망의 시대정신이 녹아 있는 ‘오리진(Origin)’미술운동은 1962년 홍익대학교 서양화(회화)과 출신들로 구성한 단체로 한국현대미술에서 가장 오래된 동인성격을 띤 단체이다. 최명영, 권영우, 이승조, 서승원, 이상락, 김수익, 김택화, 신기옥 등이 멤버였다. 오리진 동인들은 충동적인 표현본능이 아니라 기하학을 회화적 본령으로 삼았다. “오리진회화협회 창립이 1962년이고 보면, 햇수로 우리 현대미술의 역사와 거의 맞선다. 1960년대에는 뜨거운 추상과 대척지점에서 우리나라 처음으로 기하학적 추상을 이끌어 냈고, 1970년대에는 현대회화를 한국인의 미감에 가장 걸맞게 소화하는 데 성공한 단색화를, 1980년대에는 한·일 교류전, 한·중 교류전을 잇달아 열면서 젊은 세대를 중심으로 극사실계열의 회화를, 1990년대에는 창립 당시 겨우 9명이던 회원이 205명으로 늘어나는 확산기로 나아갔다. 이 시대에는 기호와 상징이 들어가고, 형상과 이미지의 수사학이 늘어나며, 질료감이 풍부한 평면회화를 각각 천착해 갔다.”
1960년대 중반 앵포르멜(informel)의 쇠락과 함께 전위적(前衛性)이고 실험정신이 강한 개념미술을 근간으로 1969년 창립한 ‘한국아방가르드협회(A.G)’는 75년까지 활동했던 한국현대미술의 중요한 가교역할을 한 미술그룹운동이다. 최명영 회화관의 단초와 성립계기는 1970년대 초 한국아방가르드협회(A.G)운동 등을 통한 개념논리성향이나 조형에 있어서의 환원의식(還元意識), 탈 이미지경향, 오브제작업을 통한 물적 체험의 평면적 적용시도와 그 정신화의 지향 등으로 요약 가능하다.

## 평가
“최명영은 어떠한 내러티브도 배제한 채 평면을 하나의 공간에 배치하여, 궁극적으로 공간과 합일되는 평면으로서 그 존재성을 획득하는 과정을 현실화한 작가였다고 할 수 있다. 무엇보다 이토록 오랜 시간 그를 회화의 평면성에 몰입하게 한 실질적 힘은 물성의 체득과정에서 경험한 물질의 정신적 환원이었고, 그 정신적 환원은 평면조건들의 상호 조화와 절제에 바탕을 두고 있다는 사실이다. 결국, 최명영 작품세계에 담긴 물질간의 적절한 관계는 우리의 지성과 작가의 지성이 상호 이해할 수 있는 물질의 근원적 형질에 다가선 작품의 진정성에 있을 것이다.”
“최명영의 그 극한의 지지체(바탕), 그는 능선에서 종래의 회화를 극복해 버리고 있다. 그것을 극복하면서 좁은 가능성, 능선이라는 가능성의 길을 걷는 것이다. 좁은 지평, 그리고 한정된 긍정의 지평 안에서 시도하고 있는 ‘회화’인 것이다. 이 점을 놓쳐서는 안 된다.”

## 주요 연혁
- 1941 황해도 해주 출생
- 1960 국립인천사범학교 졸업
- 1964 홍익대학교 미술대학 회화과 졸업
- 1975~2007 홍익대학교 미술대학 회화과 교수
- 1976 제8회 까뉴국제회화제 코미서너
- 1978 한국미술대상전 최우수상 수상
- 1983 한국미술협회 국제담당 부이사장
- 1990-1991 영국 울버햄튼대학 교환교수
- 1995~현재 한국미술협회 자문위원
- 2007 국민포장 수상
- 2007~현재 홍익대학교 미술대학 명예교수

### 개인전 및 단체전
개인전
- 2024 테파프(부스개인전), 뉴욕. 도쿄화랑, 도쿄
- 2023 아트조선스페이스, 서울. 알민 레쉬 갤러리, 파리
- 2022 갤러리 비선재, 서울
- 2022 더 페이지갤러리, 서울
- 2019 더 페이지갤러리, 서울
- 2017 갤러리 신라, 대구
- 2015 더 페이지갤러리, 서울
- 2000 도쿄화랑, 도쿄
- 1997 조현화랑, 부산
- 1986 이낙스 갤러리, 도쿄
- 1986 동산방 갤러리, 서울
- 1981 관훈미술관, 서울
- 1980 무라마쓰 갤러리, 도쿄
- 1976 서울갤러리, 서울

단체전
- 2021  모던 라이프(대구미술관 개관10주년 기념), 대구미술관, 대구
- 2021  형영, 시방(추사 김정희, 이우환, 최명영, 최인수), 더 페이지갤러리, 서울
- 2017  한국미술의 산책Ⅱ-단색화전, 뮤지엄 산, 원주
- 2017  한국의 추상-단색의 리듬, 일본 도쿄오페라시티 아트갤러리, 도쿄
- 2016  ORIGIN(최명영,이승조,서승원), 뻬로탱 갤러리, 파리
- 2014  텅빈충만:한국현대미술의 물성과 정신성, 상하이 SPSI 미술관, 상하이
- 2014  사유로서의 형식-드로잉의 재발견, 뮤지엄 산, 원주
- 2012  한국의 단색화, 국립현대미술관 과천
- 2011  대구미술관 개관 주제전:기(氣)가 차다, 대구미술관, 대구
- 2010  수행과 시방(추사 김정희, 윤형근, 최명영), 공간퍼플, 헤이리
- 2009  한국 단색화전, 샘터화랑, 상하이
- 2008  한국의 추상회화:1958~2008, 서울시립미술관, 서울
- 2006  한국미술 100년전, 국립현대미술관, 과천
- 2002  사유와 감성의 시대, 국립현대미술관, 과천
- 2000  정신으로서의 평면전, 부산시립미술관, 부산
- 2000  광주비엔날레: 한-일 현대미술의 단면, 광주시립미술관, 광주
- 1998  부산국제아트페스티발, 부산시립미술관, 부산
- 1996  1970년대 한국의 모노크롬, 현대갤러리, 서울
- 1987  한국현대미술에 있어서의 흑과 백, 국립현대미술관, 과천
- 1986~99  서울미술대전, 서울시립미술관, 서울
- 1984     휴먼도큐멘타 84/85전, 동경화랑, 도쿄
- 1983~85  현대미술초대전, 국립현대미술관, 과천
- 1981     한국현대드로잉전, 뉴욕 브루클린미술관, 뉴욕
- 1975~87  에꼴드서울, 관훈미술관, 서울
- 1975     인도트리엔날레, 뉴델리, 인도
- 1972~79  앙데팡당전, 국립현대미술관, 서울
- 1971      까뉴국제회화제, 까뉴슐메르, 프랑스
- 1970~72   한국아방가르드협회전, 중앙공보관화랑, 국립현대미술관, 서울
- 1969      상파울로비엔날, 상파울로, 브라질
- 1968~69   현대작가초대전, 조선일보사주최, 서울
- 1967       파리비엔날레, 파리, 프랑스
- 1963~93   오리진회화협회전, 서울

## 미술관 소장
국립현대미술관 과천, 부산시립미술관, 서울시립미술관, 광주시립미술관, 대구미술관, 대전시립미술관, 워커힐아트센터. 리움삼성미술관, 홍익대학교 현대미술관, 토탈미술관, 동경도 미술관(일본), 미에현립미술관, 시모노세키시립미술관.

## 참고 문헌
4)한국의 단색화전,국립현대미술관 도록,2012.
12)‘현대미술의 환원과 확산-오리진회화협회 1962-2006’展 도록, 도서출판 아트 나우.